# تیک (شخصیت کمیک)
تیک (به انگلیسی: Tick) یک شخصیت خیالی ابر قهرمان است که در سال ۱۹۸۶ توسط بن ادلند و در شمارهٔ ۱۴ از کمیک‌های (انگلیسی‌های جدید) خلق شد. او ابتدا به عنوان نوعی شوخی با دیگر قهرمانان معروف مارول و دیسی و دگر شخصیت معروف کمیک بوکی خلق شد. اما پس از پخش سریال انیمیشنی آن در دههٔ نود میلادی به موفقیتی چشمگیر دست یافت که باعث شد اقتباس‌های بیشتر از جمله سریال لایو اکشن و گیم از او صورت بگیرد. او یک موجود شکست ناپذیر است که لباسی آبی شبیه به کنه می‌پوشد.

## تاریخچهٔ شخصیت
او پس از خلق شدن در کمیک‌های (انگلیسی‌های جدید) محبوبیت زیادی پیدا کرد که باعث شد دو سال بعد در ژوئن ۱۹۸۸ کمیک‌های مستقل آن با نام خودش چاپ شوند و در شمارهٔ چهارم از همین کمیک در ۴ آوریل ۱۹۸۹ دستیار او به نام آرتور معرفی شد.

## اقتباس‌ها
- در سال ۱۹۹۴ شبکهٔ فاکس پخش سریالی انیمیشنی برا اساس تیک را که به کارگردانی و تهیه کنندگی خود بن ادلند بود آغاز کرد که سه فصل به طول انجامید و در آن تاونسند کلمن به جای تیک حرف می‌زد همچنین کمیکی به عنوان بستر این انیمیشن توسط گرگ هایلند منتشر شد.
- در سال ۲۰۰۱ شبکهٔ فاکس یک سریال لایو اکشن که مجدداً توسط بن ادلند تهیه و کارگردانی می‌شد را منتشر کرد که ۹ قسمت به طول انجامید و ایفای نقش تیک در این مجموعه بر عهدهٔ پاتریک واربتون نقش تیک را بازی کرد.
- همچنین آمازون سریال جدید لایو اکشنی را بر اساس این شخصیت تولید کرد که پخش آن از سال ۲۰۱۷ تا ۲۰۱۹ به طول انجامید و مجدداً بن ادلاند کارگردان این سریال بود و این بار پیتر سرافیناویچ نقش اورا بازی کرد.
- همچنین یک بازی ویدئویی هم در سال ۱۹۹۴ بر اساس انیمیشن آن ساخته شد که با استقبال خوبی مواجه نشد.

| اقتباس‌ها                | بازیگر         |
| ----------------------- | -------------- |
| انیمیشن تیک ۱۹۹۴        | تاونسند کلمن   |
| سریال لایو اکشن تیک۲۰۰۱ | پاتریک واربتون |
| سریال لایو اکشن تیک۲۰۱۷ | پیتر سرافیناوچ |